# Niederröblingen
Niederröblingen è un ex comune tedesco, situato nel land della Sassonia-Anhalt. Dal 1º gennaio 2010 è una frazione di Allstedt.